# Drimia
Drimia (sin.  Urginea; hrvatski naziv  roda Urginea je balučka), biljni rod iz porodice šparogovki iz tropske istočne i južne Afrike.
Neki autori u njega svrstavaju 10 vrsta; dok ih je na popisu Kew-a, 111..
Vrsta zabilježena u Hrvatskoj kao morska balučka i latinskim imenom Urginea maritima (L.) Baker, neki vode kao Squilla maritima (L.) Steinh., a drugi kao Drimia maritima (L.) Stearn., ovisno o priznanju roda. Morska balučka je lukovičasti geofit iz zemalja Sredozemlja

## Vrste
1. Drimia elata Jacq. ex Willd.
2. Drimia glaucescens (Engl. & K.Krause) H.Scholz
3. Drimia guineensis (Speta) J.C.Manning & Goldblatt
4. Drimia hockii De Wild.
5. Drimia ledermannii K.Krause
6. Drimia media Jacq.
7. Drimia minuta Goldblatt & J.C.Manning
8. Drimia sclerophylla Manning & Goldblatt
9. Drimia sphaerocephala Baker
10. Drimia sudanica Friis & Vollesen